# Juan Francisco
Juan Ramón Francisco González (Bonao, Provincia de Monseñor Nouel; 14 de junio de 1987) es un primera base de béisbol profesional dominicano.  Jugó en las Grandes Ligas de Béisbol (MLB) para los Cincinnati Reds, Atlanta Braves, Milwaukee Brewers y los Toronto Blue Jays. También jugó en la Liga Japonesa de Béisbol Profesional (NPB) para los Yomiuri Giants.

## Carrera en Grandes Ligas

### Cincinnati Reds
Francisco fue firmado como amateur el 6 de mayo de 2004 por Juan Peralta. 
Pasó su primera temporada como profesional, con Gulf Coast League Reds. Bateó para.280 en 182 turnos al bate con tres jonrones. Disfrutó de nueve partidos al final de la temporada con el equipo de novatos Billings Mustangs, donde se fue de 36-12.
Francisco pasó el 2007 con en el nivel A con Dayton Dragons. Bateó para.268 en 534 turnos al bate, conectando 25 jonrones y empujando 90 carreras. Francisco fue un All-Star a mitad de temporada en la Midwest League y un All-Star de postemporada con Dayton Dragons.
Fue promovido de nuevo en 2008, esta vez al nivel A avanzado con Sarasota Reds, de nuevo pasó toda la temporada con el mismo equipo. En 516 turnos al bate, bateó para.277 con 23 jonrones y 92 impulsadas. Francisco fue nuevamente un All-Star, tanto para la mitad de la temporada y la postemporada en la Florida State League. Además, fue seleccionado para jugar en el Juego de Futuras Estrellas de las Grandes Ligas 2008. Fue nombrado bateador del año de ligas menores como miembro de los Rojos.
Originalmente un bateador ambidiestro, Francisco desistió batear a la derecha en el 2009 para convertirse en un zurdo de tiempo completo.
Francisco comenzó el año en Doble-A con Carolina Mudcats. Jugó en 109 partidos con los Mudcats, donde bateó para.281 con 22 jonrones y 78 carreras impulsadas en 437 turnos al bate. Por tercer año consecutivo fue seleccionado para mitad y final de la temporada para el Juego de Estrellas, esta vez en la Southern League. Fue promovido a Triple-A con Louisville Bats. Jugó en 22 partidos, consiguiendo 92 turnos al bate y bateando para.359 con 5 jonrones y 19 carreras impulsadas. Finalmente fue promovido a los Rojos de Cincinnati.
Francisco hizo su debut con los Rojos como parte de una victoria de 3-1 sobre los Astros de Houston el 14 de septiembre de 2009 en el Great American Ball Park. Entrando coo bateador emregente por el jardinero izquierdo Darnell McDonald en el séptimo inning, Francisco ante el lanzador Jeff Fulchino se ponchó en su primera vez al bate en las mayores. Terminó con promedio de bateo de.429 con su primer jonrón de Grandes Ligas y siete carreras remolcadas.
Fue nombrado nuevamente bateador del año de ligas menores, y la revista Baseball America lo calificó como el mejor bateador de poder y el mejor brazo de la organización de los Rojos.
Francisco pasó el 2010, principalmente con Louisville Bats. Irónicamente, en su mejor temporada estadística hasta la fecha, no fue incluido en ningún roster All-Star por primera vez en cuatro años. Para Louisville Bats, jugó en 77 partidos y bateó para.286 en 308 turnos al bate, conectando 18 jonrones y 59 carreras impulsadas. Pasó el resto de la temporada con los Rojos, y vio acción en 36 juegos. Bateó para.273 con un jonrón y siete carreras remolcadas en 55 turnos al bate.
Francisco hizo el club en los entrenamientos de primavera como respaldo de Scott Rolen, jardinero izquierdo de refuerzo, y como bateador zurdo de banca (bateador emergente). Cambió su número del 64 al 25. El 12 de septiembre de 2011, Francisco conectó un jonrón al lanzador de los Cachorros de Chicago Rodrigo López que paró en las gradas del jardín derecho del Great American Ball Park. Se estima que sobrepasó los 502 pies de altura. Fue el segundo jonrón más largo en la historia del estadio detrás del jonrón de Adam Dunn de 535 pies en 2004.

### Atlanta Braves
El 1 de abril de 2012, Francisco fue canjeado a los Bravos de Atlanta por el lanzador J. J. Hoover.

## Scouting report
Francisco juega primera base y jardinero izquierdo, además de su posición oficial la tercera base. Se le conoce como un bateador de poder sin movimientos de balanceo con una alta tasa de ponches. También tiene un buen brazo, como prueba su reconocimiento de Baseball America en 2009. Su habilidad para jugar en estos lugares en clave para los Rojos, mientras que a Scott Rolen se le da días libres para descansar con frecuencia, y la primera base Joey Votto se ha perdido un par de semanas en cada una de sus tres temporadas completas con los Rojos. Esta versatilidad también le da a Juan oportunidades en el equipo.

## Liga Dominicana

### Gigantes del Cibao (2008-2011)
Francisco debutó en la Liga Dominciana con los Gigantes del Cibao en 2008. En 40 partidos para el equipo, bateó para.360 con 37 carreras impulsadas, y sus 12 jonrones establecieron el récord de jonrones de la Lidom en temporada regular para un bateador zurdo. Continuó produciendo en los playoffs, bateando seis jonrones y remolcando 18 carreras más. Su actuación le valió el Novato del Año de la Liga Dominicana. Fue añadido al roster de 40 jugadores el 20 de noviembre.
En 2009, jugó en 46 partidos esta vez, bateando para.302 con 11 dobles, 11 jonrones y 42 impulsadas. Los Gigantes fueron subcampeones en los playoffs, y en 22 partidos de la postemporada bateó tres jonrones con 18 carreras remolcadas. Esta actuación le valió el premio al Jugador Más Valioso de la liga.
En 2010, continuó siendo uno de los mejores jugadores. En 39 partidos y 152 turnos al bate, bateó para.322 con ocho jonrones y 30 impulsadas. Perdieron en la final del campeonato de nuevo, pero esta vez sin Francisco, quien había sido golpeado por una bola en la rodilla derecha el 10 de diciembre y se perdió el resto de la temporada. Fue hospitalizado cuando la herida de la rodilla se le infectó e inflamó y tuvo que ser drenada. A pesar de perderse parte de la temporada, Francisco ganó su segundo premio MVP consecutivo.

### Tigres del Licey (2011-2020)

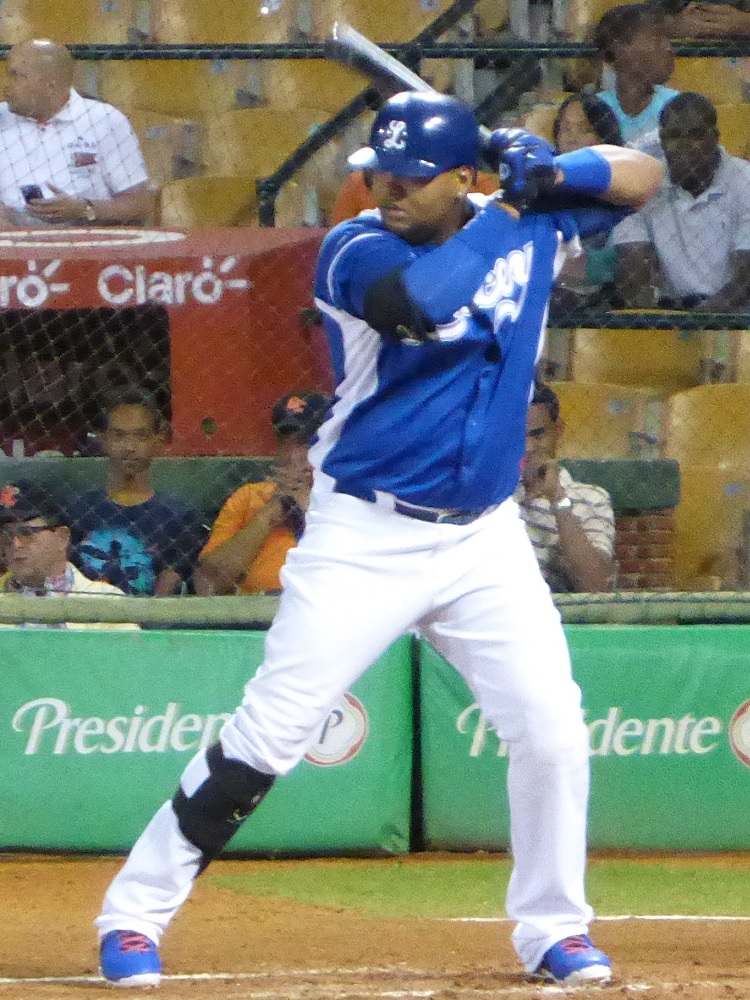
Francisco jugando para los Tigres del Licey en 2013

Juan Francisco fue cambiado a los Tigres del Licey en 2011 en un cambio que llevó a los gigantes del cibao a Carlos Peguero, Jhonny Núñez, y Robinzon Díaz.
Juan Francisco fue parte de los campeonatos del licey en las temporadas 2013-14 y 2016-17.
Durante su transcurso con los tigres, Francisco se hizo cargo del liderato de jonrones de por vida de la Liga Dominicana el cual estaba en manos de Mendy López Jr.

### Regreso a los Gigantes (2020)
Juan Francisco regresó al que fue su primer equipo los Gigantes del Cibao en un cambio que llevó al licey a Rosell Herrera.